# Olympische Winterspiele 1932/Teilnehmer (Österreich)
| Gelbes Symbol für Goldmedaillen mit stilisierten Olympischen Ringen | Graues Symbol für Silbermedaillen mit stilisierten Olympischen Ringen | Braundes Symbol für Bronzemedaillen mit stilisierten Olympischen Ringen |
| ------------------------------------------------------------------- | --------------------------------------------------------------------- | ----------------------------------------------------------------------- |
| 1                                                                   | 1                                                                     | —                                                                       |

Österreich nahm an den IV. Olympischen Winterspielen 1932 in Lake Placid mit einer Delegation von zumindest 7 Athleten, darunter mit Friederike Burger-Russel nur eine Dame, teil.

## Medaillen

### Medaillenspiegel
| Rang   | Sportart     | Gold | Silber | Bronze | Gesamt |
| ------ | ------------ | ---- | ------ | ------ | ------ |
| 1      | Eiskunstlauf | 1    | 1      | —      | 2      |
| Gesamt | Gesamt       | 1    | 1      | —      | 2      |

### Medaillengewinner
| Name/n        | Sportart     | Wettkampf      |
| ------------- | ------------ | -------------- |
| Gold          |              |                |
| Karl Schäfer  | Eiskunstlauf | Einzel, Herren |
| Silber        |              |                |
| Fritzi Burger | Eiskunstlauf | Einzel, Damen  |

## Teilnehmer und Ergebnisse

### Bob
| Athleten                               | Wettbewerb | Lauf 1      | Lauf 1 | Lauf 2      | Lauf 2 | Lauf 3      | Lauf 3 | Lauf 4      | Lauf 4 | Gesamt      | Gesamt |
| Athleten                               | Wettbewerb | Zeit        | Rang   | Zeit        | Rang   | Zeit        | Rang   | Zeit        | Rang   | Zeit        | Rang   |
| -------------------------------------- | ---------- | ----------- | ------ | ----------- | ------ | ----------- | ------ | ----------- | ------ | ----------- | ------ |
| Johann Baptist Gudenus Hugo Weinstengl | Zweierbob  | 2:23,83 min | 12     | 2:21,82 min | 12     | 2:16,19 min | 12     | 2:14,58 min | 12     | 9:16,42 min | 12     |

### Eiskunstlauf
| Athleten          | Wettbewerbe | Pflicht | Kür | Platzziffer | Gesamt | Gesamt |
| Athleten          | Wettbewerbe | Pflicht | Kür | Platzziffer | Punkte | Rang   |
| ----------------- | ----------- | ------- | --- | ----------- | ------ | ------ |
| Karl Schäfer      | Herren      | 1       | 1   | 9           | 2602,0 | Gold   |
| Friederike Burger | Damen       | 2       | 2   | 18          | 2167,1 | Silber |

### Ski Nordisch
Die Reise zu den Olympischen Spielen in Lake Placid warf beim ÖSV größte Finanzierungssorgen auf. Erst Spenden von Auslandsösterreichern ermöglichten Gregor Höll und Harald Bosio die Teilnahme. In den USA verstärkte noch Harald Paumgarten die Mannschaft. Wie bereits vor vier Jahren in St. Moritz verhinderten auch in Lake Placid widrige Umstände gute Platzierungen der Österreicher.

#### Nordische Kombination
| Athleten          | Skilanglauf | Skispringen | Punkte | Rang |
| Athleten          | Punkte      | Punkte      | Punkte | Rang |
| ----------------- | ----------- | ----------- | ------ | ---- |
| Harald Bosio      | 186,00      | 112,7       | 298,70 | 29   |
| Harald Paumgarten | 172,50      | 169,7       | 342,20 | 18   |
| Gregor Höll       | 114,00      | 71,0        | 185,00 | 33   |

#### Skilanglauf
| Athleten          | Wettbewerbe | Zeit      | Rang |
| ----------------- | ----------- | --------- | ---- |
| Harald Bosio      | 18 km       | 1:38,23 h | 21   |
| Harald Paumgarten | 18 km       | 1:41,20 h | 21   |
| Gregor Höll       | 18 km       | 1:55,18 h | 41   |

#### Skispringen
| Athleten          | 1. Durchgang | 2. Durchgang | Gesamt | Gesamt |
| Athleten          | Weite        | Weite        | Punkte | Rang   |
| ----------------- | ------------ | ------------ | ------ | ------ |
| Harald Bosio      | 68,0 m       | DNS          | 29,0   | 34     |
| Harald Paumgarten | 42,5 m       | 46,5 m       | 163,4  | 25     |